# Zorn – Wie sie töten
Wie sie töten ist der vierte Film aus der deutschen Krimireihe Zorn. Er geht zurück auf einen Kriminalroman aus der Zorn-Reihe des Autors Stephan Ludwig. Regie führte diesmal Jochen Alexander Freydank. Stephan Luca ist in der Titelrolle als Kriminalhauptkommissar Claudius Zorn zu sehen, Axel Ranisch als dessen engster Mitarbeiter Schröder. Alice Dwyer ist wiederum als Staatsanwältin Frieda Borck besetzt und Katharina Nesytowa als Zorns Freundin Malina. Die Haupt-Gastrollen übernahmen Susanna Simon, Pit Bukowski, Monika Lennartz, Gregor Weber, Charles Brauer und Horst Sachtleben.

## Handlung
In Halle wird ein Mann von einer S-Bahn erfasst und stirbt. Kriminalhauptkommissar Claudius Zorn muss ermitteln, um wen es sich handelt und ob Fremdverschulden vorliegt. Zorn ist genervt von dem Fall, aber noch mehr von seinem neuen Kollegen Bert Kanthak, der ihm nun anstelle des auf eigenen Wunsch ausgeschiedenen Schröders zuarbeitet. Nicht nur, dass er Schröder, auch wenn er es nicht zugeben mag, sehr vermisst, nervt ihn der neue Kollege zusätzlich mit seiner Musik aus den achtziger Jahren. In jeder Mittagspause fährt Zorn ins „Chéz Schröder“ angeblich nur, um dort zu essen.
Durch einen Zahnabgleich kann die Identität des Toten ermittelt werden, es handelt sich um Hector, den Adoptivsohn von Gabriel Hasselblad. Der alte Herr lebt im selben Altenheim, in dem seit dem Tod ihres Mannes auch die Mutter von Schröder lebt. Hasselblad sitzt im Rollstuhl und wird zunehmend bewegungsunfähiger, seine Nervenzellen sterben ab. Er erzählt Zorn, dass er Hector das letzte Mal vor 15 Jahren gesehen habe. Immerhin weiß er, dass dieser unter Depressionen litt, seit er 20 Jahre alt war. Hasselblad will wissen, ob Zorn Angst vor dem Tod habe, was der Kommissar verneint.
Schröder meint, er habe so ein Gefühl, aber irgendetwas stimme da in dem Heim nicht. So bittet Zorn die zuständige Staatsanwältin Frieda Borck, den im Altenheim gerade verstorbenen Herrn Seumel obduzieren zu lassen, weil Schröder da so ein Gefühl habe und auf ihren Einwand: „Ja logisch! Schröder ist Bulle, egal was er jetzt macht. Und er ist der Beste. Wenn Sie ihm das sagen, dann bringe ich Sie um.“
Bei Schröder im Bistro erscheint Melvin Pryhl, ein zurückgebliebener, leicht beeinflussbarer junger Mann. Schröder ahnt nicht, dass er von Berit Steinherz, die im Heim arbeitet, in dem Schröders Mutter lebt, den Auftrag bekommen hat, ihn zu töten. Steinherz hat auch den Mord an Hector Hasselblad begangen, den sie vor die einfahrende S-Bahn gestoßen hat. Melvin zögert, da Schröder ihn, wie es seine Art ist, ausnehmend freundlich behandelt. Zwei Versuche scheitern, ohne dass Schröder das mitbekommt. Der junge Mann betritt daraufhin den gegenüberliegenden Laden von Gitty, einer Bekannten von Schröder, und tötet die Frau. Als Schröder nach Gitty sehen will, weil die Gardinen tagsüber zugezogen sind, schlägt Melvin ihn von hinten nieder. Als er wieder zu sich kommt, ist seine Hand mit einem Kabelbinder an einem Rohr befestigt.
Die Staatsanwältin teilt Zorn mit, dass in dem besagten Altersheim in den letzten vier Jahren 19 Menschen an einem Herzinfarkt gestorben seien. Das könne Zufall sein, liege aber 20 Prozent über dem Durchschnitt. Der ausführliche Obduktionsbericht von Seumel ergibt, dass man ihn mit Conotoxin vergiftet hat, einem Kegelschnecken-Gift, das die Nervenzellen lähmt, die Symptome sind die gleichen wie bei einem Herzinfarkt. Vom Pförtner des Heims erfährt Zorn, dass Schwester Berit dort seit vier Jahren tätig ist. Als Zorn in seine Wohnung zurückkommt, fällt sein Blick auf Malina, die einen Strick um den Hals hat und auf einem Tischchen steht. Als er auf sie zueilt, tritt Berit Steinherz in sein Blickfeld und meint, wenn er näher komme, sei Malina tot. Eigentlich habe sie ja schon weg sein wollen, aber wenn er nun schon einmal da sei, könne er auch zuschauen, wie „seine Schlampe“ sterbe. In einem Akt der Verzweiflung gelingt es Zorn, die Frau zu überwältigen und Malinas Strick zu durchtrennen. Er rast mit ihr ins Krankenhaus. Es geht nicht nur um sie, sondern auch um ihr gemeinsames Kind. Sie ist seit kurzem schwanger. Bevor Berit davonläuft, macht sie Zorn mittels einer Handyaufnahme noch deutlich, dass sich Schröder in ihrer Gewalt befindet.
Während es Schröder gelingt, Melvin zu überlisten und sich von der Fessel zu befreien, wird Zorn, der wegen eines erneuten Todesfalls im Altenheim ist, von Schwester Berit, die ihm deutlich macht, dass sie jeden seiner Schritte sehe, zur auf dem Grundstück des Heims befindlichen Kapelle dirigiert. Als Zorn die Schwelle erreicht hat, gibt es im Altenheim eine gewaltige Explosion, und Berit will wissen, wie ihm das gefallen habe. Dann erhält er auch schon einen Schlag auf den Kopf. Als er wieder zu sich kommt, ist er an beiden Händen gefesselt. Berit meint, er bekomme, was er verdiene, er und seine Schlampe. Zorn steht die Angst um seine schwangere Freundin ins Gesicht geschrieben. Schröder und Melvin betreten die Kapelle, in der außerdem noch Hasselblad mit einer Pistole in der Hand anwesend ist. Berit erschießt mit der Waffe als erstes Melvin. Dann verlangt sie von Hasselblad einen Code, den er ihr gibt. Hasselblad hat Angst vor dem Tod und will, dass jemand vorausgeht, in diesem Fall sollen das Zorn und Schröder sein. Wiederum gelingt es Schröder mit einer List, die Lage zu ändern und die Pistole an sich zu bringen. Berit ist allerdings in dem Tohuwabohu entkommen. Schröder bringt Hasselblad dazu, ihm zu sagen, wo Berit vermutlich ist. Zorn rast ins Krankenhaus und findet Malinas Zimmer leer. Borck kommt hinzu und sagt ihm, dass es Malina gut gehe. Die Steinherz habe versucht, den Tropf zu manipulieren, aber sie habe so ein Gefühl gehabt und alles sei gut gegangen. Schröder ist inzwischen Berit auf den Fersen, die einen Umschlag mit Geld aus einem Schließfach geholt hat. Als Schröder ihr klarmacht, dass sie keine Chance habe, tritt sie auf die Straße und lässt sich überfahren.
Eine große Überraschung erwartet Zorn noch, als er anderentags sein Büro betritt. Schröder ist wieder da. Die Staatsanwältin kommt hinzu und will von Schröder wissen, ob Zorn schon Bescheid wisse. Sie betont, dass es wichtig sei, dass er wisse, dass es ihre Idee gewesen sei und nicht Schröders. Der sei dagegen gewesen, sie habe ihn regelrecht überreden müssen. Und direkt an Zorn gerichtet, er brauche jemanden, der sich um ihn kümmere, jemanden, der die Arbeit … Kollege Schröder sei mit sofortiger Wirkung sein Vorgesetzter. Etwas später meint Zorn zu Schröder, man müsse den Tatsachen ins Auge blicken, er sei nicht nur der bessere Koch, sondern auch der bessere Bulle.

## Produktion

### Produktionsnotizen, Dreharbeiten
Der vom Filmkombinat Nordost GmbH & Co. KG erstellte Film Wie sie töten wurde vom 8. September bis zum 8. Oktober 2015 an Schauplätzen in Halle (Saale) und Umgebung gedreht. Im vierten Fall übernahm der Oscar-Preisträger Jochen Alexander Freydank die Regie. Er war 2009 für seinen Kurzfilm Spielzeugland mit der Trophäe ausgezeichnet worden. Die Aufnahmeleitung lag bei Christian Nachbar und Tim Carstensen, die Produktionsleitung bei Christian Scheerer und die Herstellungsleitung bei Dietmar Fischer sowie für die ARD Degeto bei Kirsten Frehse.

### Hintergrund
In einem Gespräch mit der Deutschen Presse-Agentur erläuterte Axel Ranisch, dass die Entwicklung seiner Figur des Schröder sich im Laufe der Zeit gegenüber Zorn „schon sehr emanzipiert“ habe. Sei er anfangs „doch sehr brav und angepasst und richtiggehend dienstbeflissen“ gewesen, gewinne er inzwischen immer mehr an Freiheit. Mit den persönlichen Verlusten komme „einfach mehr innere Freiheit für ihn“. Schröder, der ja sehr „festgefahren in seinen Strukturen zwischen seinen Eltern und der Arbeit“ sei, habe dabei leider einfach vergessen, „sich um sich selbst zu kümmern“. So habe er offenbar auch kein eigenes Privatleben, das ja auch in den Romanen nicht vorkomme. Da er als sehr junger Mensch vergewaltigt wurde, habe er seitdem seine Schwierigkeiten mit der Sexualität, sei aber keinesfalls asexuell. Falls er sich verliebt, „dann könnte man das irgendwann einmal ganz beiläufig erzählen“.
Benjamin Horbelt wollte von Stephan Luca wissen, was die Krimi-Reihe „Zorn“ auszeichne, da es ja so viele Krimis im deutschen Fernsehen gebe. Luca antwortete, Zorn sei „ein sehr spannender, für deutsche Produktionen aber auch ungewöhnlich harter und düsterer Thriller“. Auch wenn man nicht alles aus Stephan Ludwigs Büchern in seiner Härte adaptieren könne, bleibe „ein sehr reizvolles Geflecht von zwei ungewöhnlichen Ermittlern und ihrer Fälle oder Verbrechen, die sehr tief in menschliche Abgründe blicken“ ließen. Zudem habe Ludwig mit Zorn und Schröder zwei Kommissare erfunden, „die unterschiedlicher nicht sein“ könnten. Auf der einen Seite „ein sehr fauler, grimmiger und kauziger Hauptkommissar Claudius Zorn und auf der anderen Seite des Ermittler-Tisches sein Partner Kommissar Schröder, klug, fleißig, aufgeweckt und sympathisch“. Manchmal könnten die beiden „nicht miteinander, aber vor allem und konsequent nicht ohne einander“. Axel Ranisch sei „nicht nur der beste Kollege, den man sich wünschen“ könne, er „faszinier[e] ihn auch und sei ein wunderbarer Mensch“. Er „verneig[e] sich vor seinem Talent als Schauspieler, Filmemacher, Theater- und Opernregisseur“. Sie hätten sich „lieb gewonnen“ und würden sehr viel gemeinsam lachen. Zorn sei „eine wunderbare Figur, ein Anti-Held und allein deswegen schon weit oben“ in seiner „persönlichen Wunschskala“.

## Rezeption

### Veröffentlichung, Einschaltquote
Der am 14. März 2016 erstmals im Programm der ARD Das Erste ausgestrahlte Film wurde von 3,89 Millionen Zuschauern eingeschaltet. Der Marktanteil lag bei 12 Prozent.

### Kritik
Die Kritiker der Fernsehzeitschrift TV Spielfilm gaben dem Film für Humor und Action je einen von drei möglichen Punkten, für Spannung zwei, zeigten mit dem Daumen nach oben und meinten: „Ein Genremix, der auf jeder Ebene funktioniert: als Krimi spannend und wendungsreich, als Buddyfilm amüsant, teils berührend. Und der hübsche Luca darf sich als Zorn mal richtig austoben.“ Fazit: „Stark: Psychokrimi trifft Kumpelfilm“.
Rainer Tittelbach gab dem Film auf seiner Seite tittelbach.tv 4,5 von 6 möglichen Sternen und fasste zusammen: „Die Verfilmung von Stephan Ludwigs viertem Roman um das Hallenser Buddy-Pärchen modifiziert wie ihre Vorgänger die Beziehung der beiden Anti-Helden. Schröder ist kein Bulle mehr – und Zorn bringt ohne ihn nicht viel zuwege. Dafür sind die beiden mehr denn je Freunde, und sie sind zwei Seiten einer Medaille – der eine ist ohne den anderen undenkbar. Ähnlich gut ergänzen sich die ungleichen Schauspieler. ‚Zorn – Wie sie töten‘ ist ein launiger, spannender und ästhetisch zwischen Realismus & Stil vermittelnder Krimi. Der Fall um eine mordende Krankenschwester wird von Anfang an offen geführt, die Spannung ist dennoch für ARD-Donnerstagskrimiverhältnisse hoch, es gibt coole Blicke & echte Emotionen.“ … „Auch ohne den finalen Nervenkitzel“ sei Freydanks Film „durchaus spannend“. Die „Besetzung“ sei „wie immer überzeugend“. […] „Susanna Simon“ spiele die Mörderin „nicht nur mit dem blassen Teint der ‚Schneekönigin‘ – eiskalt auch ihr Innenleben“.
Tilmann P. Gangloff, der den Film für die Frankfurter Rundschau bewertete, befand: „Der vierte ‚Zorn‘-Krimi ist ein Film voller Überraschungen; einige sind witzig, andere sind tödlich.“ […] „Das Drehbuch“ sei „eine ausgesprochen gelungene Kombination aus Spannung und Entspannung, auch wenn sich der Krimi in der zweiten Hälfte mehr und mehr zum Thriller“ wandle. Obwohl dem Film „ausgerechnet zum Finale ein bisschen die Luft“ ausgehe, sei der Film „so sehenswert, dass sich daran unterm Strich trotzdem nichts“ ändere.
Der Filmdienst lobte: „Spannender (Fernsehserien-)Krimi als originelles Buddy-Movie. Die vierte Ludwig-Romanverfilmung lotet lakonisch die Untiefen einer Männerfreundschaft aus. – Ab 14.“
In der Volksstimme war zu lesen, im Film gebe es einige „unverhoffte Wendungen“, die „Logik“ bleibe aber „leider zu oft auf der Strecke“, beispielsweise bei den Punkt, warum gleich alle beiden Ermittler in die Hände der mordenden Schwester fallen müssen? Ihre Motive seien dann „erschreckend banal“. Die Story sei schon „irgendwie spannend“, doch sei das „Ende vorhersehbar, und richtig mitraten“ könne man „als Zuschauer natürlich auch nicht“. Trotzdem mache der Krimi „gute Laune“. […] „Die Chemie zwischen den beiden Kollegen, die ja eigentlich mehr Freunde“ seien, „stimm[e] einfach, was man auch den gut aufgelegten Schauspielern“ anmerke. Stephan Luca sei „nicht ganz so zynisch“ wie Mišel Maticevic, der Zorn im ersten Film spielte, sein Büro und er nicht mehr ganz so schmuddelig. Axel Ranisch als gemütlicher Schröder sei trotz seines Ausscheidens aus dem Dienst „ziemlich präsent“.
Frederic Servatius befasste sich für die Seite Quotenmeter.de mit dem Film und führte an: „Was hier schon positiv auffällt: Die übergeordnete horizontale Storyline kommt nicht zu kurz, wird auch nicht wie bei so manch anderem Film stiefmütterlich abgefrühstückt oder unnötig unlustig-menschelnd dargestellt. Nein, sie bewegt sich auf einer zwar persönlichen aber nicht verkitschten Ebene und dominiert vor allem nicht zu sehr.“ So wähle „die öffentlich-rechtliche Produktion“ zwar „einen ganz anderen Zugang als das durchaus anspruchsvolle RTL-II-Format ‚Gottlos‘“. Zweifelsohne aber präge die Herangehensweise eine „drastische dramaturgische Intensität“. Susanna Simon bringe „die Unterkühlung“ der „ohnehin schon absolut seltsamen Schwester mit einer Kälte auf die Schirme, dass das Vanilleeis zum Nachtisch“ gefriere, was noch „durch ihren Lehrling Melvin verstärkt“ werde, „der als Vollzeitpsychopath ebenfalls kaum glaubwürdiger transportiert werden könnte“. Neben Schröder und Zorn habe sich so „ein zweites brillierendes Duo gefunden“.